# Nourmolitsy

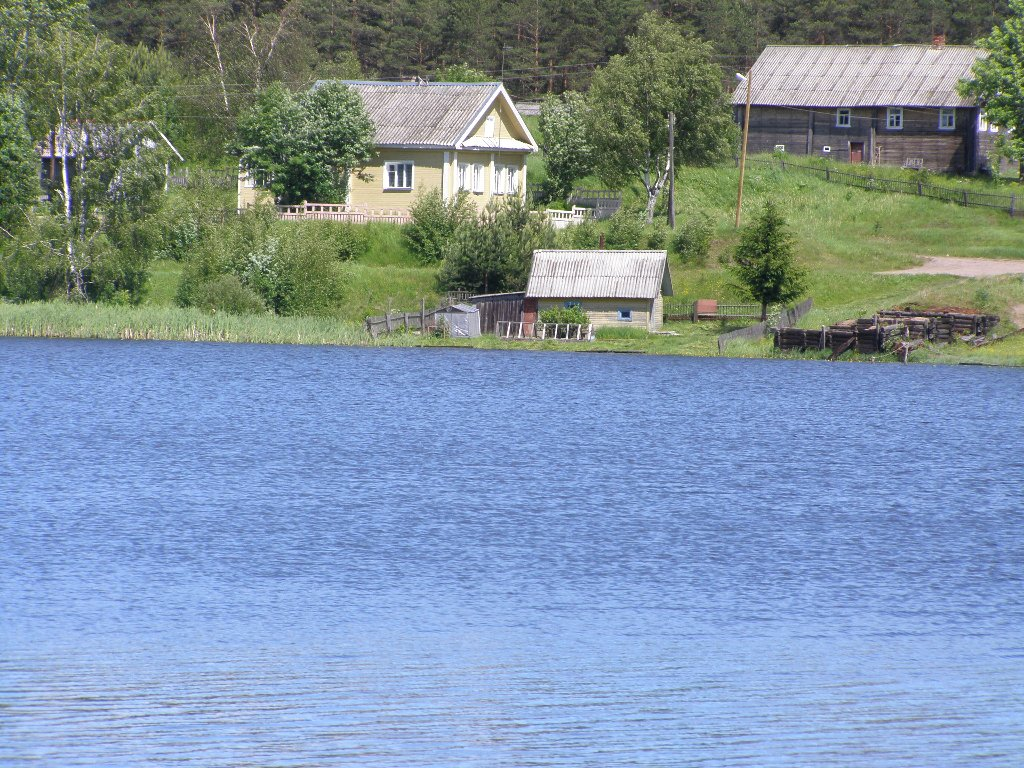
Vue de datchas du village.

Nouromlitsy (Ну́рмолицы, carélien : Nurmoilu) est un petit village de la république de Carélie (Russie) faisant partie de commune rurale de Kovera dont il est le centre administratif. Il se trouve dans le raïon d'Olonets.

## Description
Le village est à une sortie de l'autoroute de Kola M18  (Saint-Pétersbourg-Mourmansk). Le petit cimetière du village possède une chapelle de bois, construite dans les années 1990, un magasin et une colonie de vacances pour enfants.

## Population
Le village comptait 111 habitants en 2009 et 94 en 2013.

## Personnalités
- Alexeï Stepanovitch Jerbine (1923-2016), historien de la Carélie[4].